# Carlo Abarth
Carlo Alberto Abarth (Viena, 15 de novembro de 1908 — Viena, 24 de outubro de 1979) foi um piloto de motociclismo e empresário austríaco. Mudou de nacionalidade tornando-se um cidadão italiano.
Abarth nasceu em Viena, quando o território era ainda o Império Austro-Húngaro. Quando jovem, ele trabalhou para Carrozzeria Castagna na Itália (1925-27), desenhando chassis de motocicletas e bicicletas. De volta à Áustria, ele trabalhou para a Motor Thun e Joseph Opawsky (1927-34) e também participou de competições de motovelocidade vencendo sua primeira corrida com uma James Cycle em Salzburgo em 29 de julho de 1928). Como piloto, foi campeão Europeu por cinco vezes.  Depois de um sério acidente em Linz ele abandonou as corridas de motocicletas.
Mudou-se permanentemente para a Itália em 1934, onde encontrou o genro de Ferdinand Porsche, Anton Piëch, e casou com sua secretária. Abarth ficou um longo tempo hospitalizado e teve o fim de sua carreira, devido a um acidente na corrida na Jugoslávia (1938).  Após isso, ele mudou-se para Merano, onde teve origem a partir de seus antepassados.  Abarth conheceu a família de Tazio Nuvolari e ficou amigo da família de Ferry Porsche, e com o engenheiro Rudolf Hruska e Piero Dusio, ele criou a Compagnia Industriale Sportiva Italia (CIS Italia, depois chamada Cisitalia), tendo ajuda da Porsche Konstruktionen  (1943-48).  O primeiro automóvel resultado desta cooperação foi  bastante conhecido "Tipo 360" ; F1 protótipo . A "CIS Italia" terminou o projeto com Dusio quando mudou-se para Argentina (1949).
Carlo Abarth fundou a Abarth & C. com Armando Scagliarini (pai do piloto de corrida Guido Scagliarini) em Turin (31 de Março 1949), usando o signo astrológico de Escorpião, como logo da companhia.  A companhia fez carros de corrida,e se tornou um importante fornecedor de peças de alta performance, que ainda estão em produção como "Abarth".
Carlo Abarth estabeleceu vários recordes de velocidade no Autodromo Nazionale Monza (20 de Outubro de 1965). Vendeu a companhia em 31 de Julho de 1971 para a Fiat e retornou para Viena.